# AX Гончих Псов
AX Гончих Псов (лат. AX Canum Venaticorum), HD 110066 — одиночная звезда в созвездии Гончих Псов на расстоянии (вычисленном из значения параллакса) приблизительно 449 световых лет (около 138 парсек) от Солнца. Визуальная звёздная величина звезды — от +6,55m до +6,32m или 6,388m. Возраст звезды определён как около 550 млн лет.
Ранее считалась переменной звездой, но дальнейшие наблюдения переменности не подтвердили*.

## Характеристики
AX Гончих Псов — белая вращающаяся переменная звезда типа Альфы² Гончих Псов (ACV) спектрального класса A0pSrCrEuKsn, или A0p(Sr-Cr-Eu), или A0p, или A0, или A1pSrCrEu. Масса — около 2,999 солнечной, радиус — около 2,701 солнечного, светимость — около 39,811 солнечной. Эффективная температура — около 9000 K.

## Планетная система
В 2019 году учёными, анализирующими данные проектов Hipparcos и Gaia, у звезды обнаружена планета HIP 61748 b.